# Fusicornia bambeyi
Fusicornia bambeyi är en stekelart som beskrevs av Jean Risbec 1950. Fusicornia bambeyi ingår i släktet Fusicornia och familjen Scelionidae. Inga underarter finns listade i Catalogue of Life.